# 好酸球

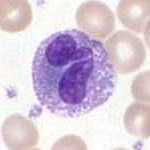
好酸球

好酸球（こうさんきゅう、Eosinophil granulocyte）は、白血球の一種である顆粒球の1つである。正常な末梢血でみられるのは成熟型で、普通染色標本でみると、エオジン親和性の橙黄色に染まる均質・粗大な顆粒(好酸性顆粒)が細胞質に充満し、核は通常2分葉で細いクロマチン糸でつながれ細胞周縁に偏在し、細胞の大きさは好中球に比べてやや大きく、直径10 - 15マイクロメートル。肥満細胞から出されるIL-5によって活性化する。
好酸球数は白血球の0.5 - 13%を占める。

## 機能
アレルギー反応の制御を行う。I型アレルギーで増加し、ヒスタミンを不活性化する。弱い貪食能力を持つ。
I型アレルギー、寄生虫の感染などで増殖する。

## 好酸球に含まれる顆粒
1. 晶質体 (crystalloid body)を含む顆粒。結晶状の構造が電子顕微鏡で観察される。この顆粒は主に以下の4つのタンパク質を含んでいる。
- 主要塩基性タンパク質（英語版） (MBP)
- 好酸球カチオン性タンパク質（英語版） (ECP)
- 好酸球ペルオキシダーゼ（英語版） (EPO)
- 好酸球由来ニューロトキシン（英語版） (EDN)

この中で、MBP, ECP , EPOは 原生動物と蠕虫類に対して細胞毒性を持っており、こうした生物の神経系を働かなくする。
また、histaminaseはヒスタミンの働きを中和し、arylsulfataseは好塩基球から分泌されたロイコトリエンを中和する。
2. アズール体  lysozymeを含み、取り込まれた異物を分解する。

## 好酸球が関係する病気
- 鼻茸
- 好酸球増多症候群
- 好酸球性筋膜炎
- Wells症候群(好酸球性蜂窩織炎)
- 慢性好酸球性白血病/特発性好酸球増加症候群
- 好酸球性肺炎
- 木村病
- 好酸球性多発血管炎性肉芽腫症
- 好酸球性消化管疾患